# Los Happiness
Los Happiness fue un grupo de música español ficticio, nacido en marzo de 2006 a raíz de una campaña publicitaria de Tiempo BBDO para MTV España. El grupo se dio a conocer en 2006 gracias a la canción «Amo a Laura, pero esperaré hasta el matrimonio», una sátira de los movimientos conservadores en defensa de la familia tradicional que se convirtió en un fenómeno de internet. 

## Campaña
La campaña original constaba de dos fases: En la primera, se lanzaron una batería de spots, cuñas y carteles situados en tiendas y locales de música. Bajo el lema «Saca tu lado MTV», aparecían fotografías de traseros con marcas de rotulador similares a las que realizan los cirujanos estéticos y en los que se invitaba a los espectadores a corregir sus defectos ejercitándose al bailar la música del canal.
Sin embargo, el verdadero objetivo se encontraba en la segunda fase, una falsa contracampaña en respuesta a esta. Unas semanas después, nacía una asociación ficticia denominada "Asociación Nuevo Renacer, por una Juventud sin Mácula", que se presentaba a través de la página web "No mires MTV" y donde la mayoría de sus mensajes invitaban de forma irónica al boicot del canal.
La web de la asociación contenía recursos de todo tipo en los que de forma satírica se promulgaban los valores de la familia tradicional, la castidad y el matrimonio. La asociación promocionaba un tema musical del grupo Los Happiness: «Amo a Laura pero esperaré hasta el matrimonio», que contaba con un videoclip interpretado por cuatro jóvenes, dos chicos y dos chicas.
Sin embargo, al igual que el resto de la campaña, se trataba de una ficción. El verdadero autor del tema es Guille Milkyway, cantante y compositor del grupo La Casa Azul, el cual además participó haciendo los coros. La dirección del vídeo corrió a cargo de Domingo González y sus intérpretes eran cuatro actores contratados por la agencia de publicidad.
El chico de azul fue interpretado por el actor alicantino Juan Carlos Mestre y el de amarillo por el actor ibicenco Tim Verardi. La chica de azul se trata de la periodista y presentadora Lara Álvarez, por aquel entonces aún desconocida para el gran público.

## Repercusión
El videoclip y la canción "Amo a Laura" se popularizaron a través de páginas como YouTube y en blogs. El vídeo rápidamente se convirtió en un auténtico fenómeno viral, dando el salto a la prensa, la televisión y otros medios de comunicación.
La repercusión mediática fue mucho mayor al impacto de la propia campaña en sí, superando con creces las expectativas de sus creadores. El videoclip fue uno de los vídeos más descargados de la época y se convirtió en canción del verano. Un mes después, MTV acabó revelando que ellos eran realmente los responsables del tema y que todo se trataba de una campaña publicitaria.
Los actores del videoclip original realizaron actuaciones en tres programas de televisión: Buenafuente (Antena 3), Channel Nº4 (Cuatro) y Kabuki (MTV). Tras esto, la agencia dio por finalizada la campaña y el grupo se disolvió.
Sin embargo, la MTV percibió que el tema seguía siendo un éxito y se había convertido en una de las canciones del verano, así que contrató a cuatro nuevos actores para seguir explotando la canción por cuenta propia una vez finalizada la campaña. 
En el nuevo grupo la chica de rosa era interpretada por la cantante Mari, conocida bajo el nombre artístico de Minimal, el chico de azul era interpretado por Davib, que ha realizado actuaciones para la academia Mithos de Barcelona. El chico de amarillo en esta ocasión fue interpretado por el actor y cantante Jey Saes.
Se grabó un nuevo videoclip con los nuevos integrantes y durante el verano de 2006 estos realizaron multitud de actuaciones en varios programas de televisión. MTV encargó a Guille Milkyway componer un segundo tema que sirviera de continuación, «El honor de Laura», con una repercusión mucho menor. Una vez finalizó la promoción, el grupo se dio por disuelto.
La campaña fue galardonada con el premio Sol de Platino en la XXI edición del festival de publicidad El Sol, siendo considerada la mejor campaña integral.